# Виллиброрд
Виллиброрд (нем. Willibrord; 657 (?), Нортумбрия — 7 ноября 739, Эхтернах, Люксембург) — бенедиктинский монах, миссионер, с именем которого связано обращение в христианство Фризии, в связи с чем также его называют «Апостолом фризов».
Канонизирован Римско-католической церковью (день памяти — 7 ноября), местночтимый святой Берлинской и Германской епархии РПЦ МП (день памяти — 20 октября). Первый епископ Утрехта (695—739).

## Биография
Виллиброрд родился в Нортумбрии в семье благочестивого англосаксонского христианина святого Вильгиса.
В возрасте 7 лет мальчик был отдан на воспитание в бенедиктинское аббатство Рипон, который в то время возглавлял основатель обители святой Вильфрид Йоркский. Повзрослев, Виллиброрд принёс обеты и стал бенедиктинским монахом. В возрасте 20 лет он отправился в аббатство Ратмельсиги (ныне — аббатство Меллифонт) в Ирландии, которое в VII веке было одним из видных центров богословия и учёности в Европе. В Ирландии Виллиброрд провёл 12 лет, совершенствуя своё образование под руководством святого Эгберта Рипонского.
В 690 году Виллиброрд, покинув Ирландию в составе группы из двенадцати миссионеров, среди которых был святой Акка, отправился проповедовать христианство во Фризию. Миссия проходила на фоне войны между христианским майордомом франков Пипином II Геристальским и языческим королём фризов Радбодом. Миссионеры дошли до Утрехта, уча и проповедуя.
После этого Виллиброрд отправился в Рим, где папа Сергий I в 695 году благословил его на миссию среди фризов и посвятил в сан епископа.
После возвращения во Фризию Виллиброрд основал множество церквей, в том числе и монастырь в Утрехте, который стал его кафедрой, а сам Виллиброрд стал таким образом первым епископом Утрехта. В Эхтернахе, который ныне находится в Люксембурге, им было заложено знаменитое аббатство, существующее и поныне.

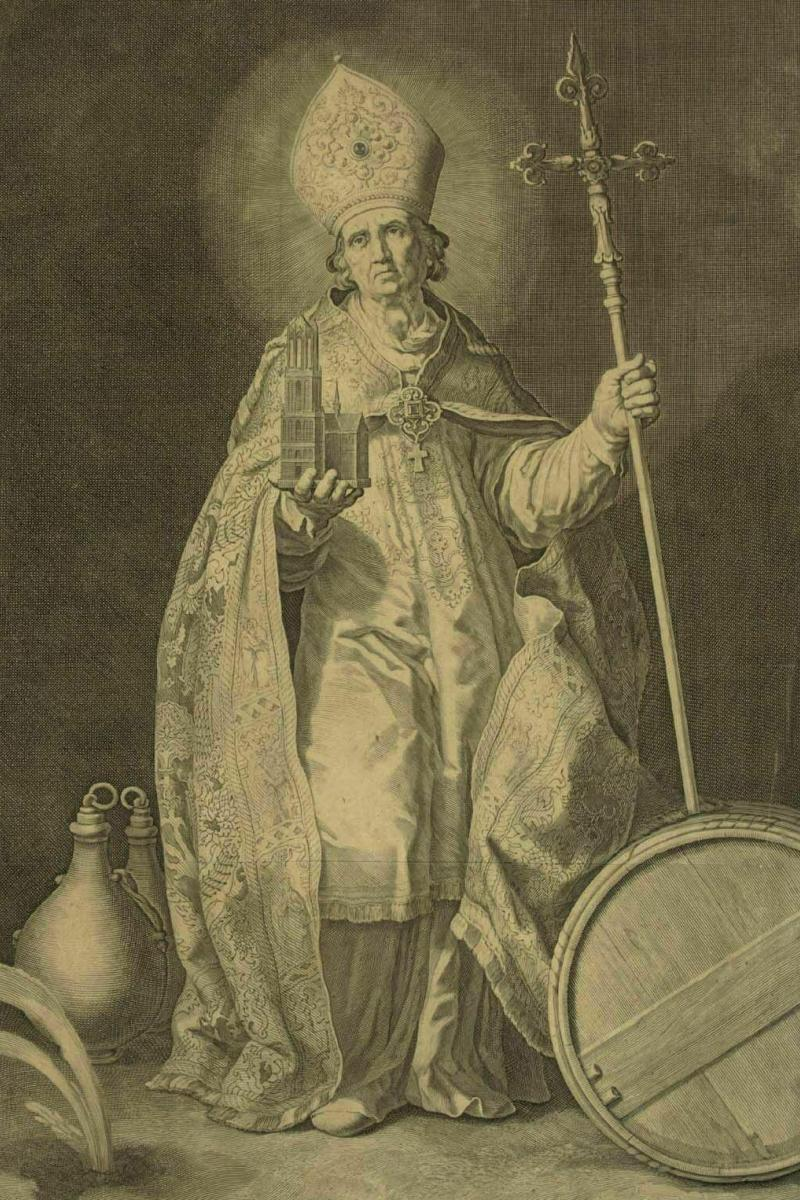
Корнелий Блумарт II.
Виллиброрд

Святой Виллиброрд бесстрашно проповедовал новое учение самым свирепым языческим вождям, в том числе и самому Радбоду, который, хотя и не принял христианство, но потрясенный смелостью и убежденностью святого, отпустил его с миром.
Виллиброрд также предпринял миссию в Данию, но там особенного успеха не добился и вернулся во Фризию.
В 714 году он крестил сына Карла Мартелла, будущего короля франков Пипина Короткого. Тогда же он организовал Сустеренское аббатство.
В 716 году Радбод, пользуясь разногласиями среди франков, снова взял под контроль Фризию, разорил множество церквей и убил множество миссионеров и местных христиан; так что в 719 году, когда Радбод умер, св. Виллиброрду пришлось многое восстанавливать заново, правда, установившаяся над Фризией власть Карла Мартелла позволила святому продолжать миссию в более спокойной атмосфере.
Св. Виллиброрд продолжал свою работу по достижении преклонного возраста, а последние несколько лет своей жизни он провёл в Эхтернахе, где и скончался 7 ноября 739 года.
Святой Виллиброрд почитается как католиками, так и православными христианами. День памяти в католической церкви — 7 ноября. День памяти в православной церкви — 20 ноября (с 2006 года — местночтимый святой Берлинской и Германской епархии РПЦ МП).

## Традиции
В городе Эхтернахе на праздник Троицы проводится красочное и очень оригинальное шествие, посвященное святому Виллиброрду. Участники двигаются через весь город особым танцующим шагом: ранее делалось три шага вперед, затем два назад, однако с 1947 года участники делают шаг вперед и влево, потом шаг вперед и вправо. Первое упоминание о процессии датировано 1497 годом. На протяжении веков процессия несколько раз запрещалась, но дожила до наших дней. Происхождение этого оригинального обычая точно не установлено; вероятно, это наследие раннесредневековых покаянных процессий, участники которых вели себя как больные тяжелыми болезнями, думая, что это поможет «отогнать» болезнь. Возможно, это подражание тем древним христианским паломникам, которые через каждые три шага опускались на колени; возможно, в этом обычае присутствуют отголоски древних языческих культов. Как бы то ни было, шествие проводится ежегодно и заканчивается торжественной службой у могилы святого.